# Alone
Alone je šesti studijski album američkog doom metal sastava Solitude Aeturnus. Album je 10. studenog 2006. godine objavila diskografska kuća Massacre Records.

## Popis pjesama
Tekstovi: Robert Lowe. 
| 1.    | »Scent of Death«        | 9:40 |
| 2.    | »Waiting for the Light« | 4:39 |
| 3.    | »Blessed Be the Dead«   | 5:01 |
| 4.    | »Sightless«             | 4:22 |
| 5.    | »Upon Within«           | 7:54 |
| 6.    | »Burning«               | 8:40 |
| 7.    | »Is There«              | 7:59 |
| 8.    | »Tomorrows Dead«        | 6:26 |
| 9.    | »Essence of Black«      | 5:35 |
| 60:16 |                         |      |

| Bonus pjesma s digipak inačice | Bonus pjesma s digipak inačice | Bonus pjesma s digipak inačice | Bonus pjesma s digipak inačice | Bonus pjesma s digipak inačice | Bonus pjesma s digipak inačice | Bonus pjesma s digipak inačice | Bonus pjesma s digipak inačice | Bonus pjesma s digipak inačice | Bonus pjesma s digipak inačice |
| Br.                            | Skladba                        | Tekstopisac                    | Trajanje                       |                                |                                |                                |                                |                                |                                |
| ------------------------------ | ------------------------------ | ------------------------------ | ------------------------------ | ------------------------------ | ------------------------------ | ------------------------------ | ------------------------------ | ------------------------------ | ------------------------------ |
| 10.                            | »Lucid Destitution«            | Heather Hunt                   | 10:10                          |                                |                                |                                |                                |                                |                                |
| 70:26                          |                                |                                |                                |                                |                                |                                |                                |                                |                                |

## Zasluge
| Solitude Aeturnus - James Martin – bas-gitara - Steve Nichols – bubnjevi - Robert Lowe – vokali, klavijature, koncept naslovnice - John Perez – gitara - Steve Moseley – gitara Dodatni glazbenici - Jason Spradlin – tambura (na pjesmi 1) | Ostalo osoblje - Sterling Winfield – inženjer zvuka - J.T. Longoria – inženjer zvuka, miksanje - Greg Adams – inženjer zvuka - Gary Long – mastering - Paul Morgan – fotografija - Travis Smith – naslovnica |